# Noel Black
Noel Black (Chicago, 30 giugno 1937 – Santa Barbara, 5 luglio 2014) è stato un regista, sceneggiatore e produttore cinematografico statunitense naturalizzato irlandese.

## Biografia
Esordisce alla regia nel 1965 con il cortometraggio Skaterdater che gli vale il premio per il miglior corto al Festival di Cannes dell'anno successivo.
Dirige per lo più film destinati alla televisione e qualche episodio di serial televisivi.

## Filmografia parziale

### Regista
- Prime Suspect film TV del 1982
- Ai confini della realtà (The Twilight Zone) - Serie TV, 2 episodi (1986-1987)